# Fucking Your Creation
Fucking Your Creation — второй студийный альбом греческой блэк-метал-группы Dødsferd, выпущенный 28 января 2007 года на лейбле Moribund Records.

## Отзывы критиков
| Оценки критиков | Оценки критиков |
| Источник        | Оценка          |
| --------------- | --------------- |
| Rock Hard       | без оценки      |
| Blabbermouth    | [ 2 ]           |

Скотт Алисоглу из Blabbermouth назвал альбом «сырым, как ад» и отметил «естественное звучание барабанов, злобный гитарный тон и всю звуковую грязь». По его мнению, «если блэк-метал — это все чувства, то „Fucking Your Creation“ выходит далеко за рамки смутного чувства ужаса и переходит в тот вид физической одержимости, о котором многие только слышали».

## Список композиций
| №                   | Название                                         | Длительность |
| ------------------- | ------------------------------------------------ | ------------ |
| 1.                  | «Die in Pain»                                    | 0:50         |
| 2.                  | «…And Disease Was Spread in a Matter of Seconds» | 10:51        |
| 3.                  | «I Was Welcome Only by Death»                    | 12:30        |
| 4.                  | «Fucking Your Creation»                          | 6:13         |
| 5.                  | «Wrath»                                          | 7:28         |
| Общая длительность: | Общая длительность:                              | 37:52        |

## Участники записи
- Wrath — вокал, гитары
- Bacchus — бас-гитара, обложка
- Archdjevel — ударные